# Grönhult, Skövde kommun
För andra betydelser, se Grönhult (olika betydelser).
Grönhult är en bebyggelse i Värsås socken i Skövde kommun belägen just söder om tätorten Värsås. Bebyggelsen avgränsades av SCB före 2010 till en småort som namnsattes till Grönhult (norr om Djursätra).